# Jorge Olvera
Jorge Adalberto Olvera González (ur. 12 kwietnia 1961) – meksykański zapaśnik w stylu wolnym. Olimpijczyk z Seulu 1988, gdzie odpadł w eliminacjach w kategorii 57 kg.

## Kariera sportowa
Zajął piętnaste miejsce w mistrzostwach świata w 1987. Zdobył brązowy medal na Igrzyskach Panamerykańskich w 1987; czwarty w 1991. Trzy brązowe medale na mistrzostwach panamerykańskich (1987,88,90). Srebro na Igrzyskach Ameryki Środkowej i Karaibów w 1993 i brąz w 1990 roku.
Brat zapaśników i olimpijczyków: Bernardo Olvera i Alfredo Olvera.